# Age of Empires Online

Age of Empires Online (förkortat AoEO) är det senaste spelet i spelserien Age of Empires och det första spelet som släppts (expansioner borträknade) till Windows sedan år 2005. Spelet släpptes den 16 augusti 2011. Spelet gavs ut av Microsoft Game Studios och utvecklades till en början av Robot Entertainment och sedan februari 2011 av Gas Powered Games. Spelet använder sig av Games for Windows – Live vilket är Microsofts spelplattform.
Spelet är gratis att spela, men använder sig av en modell där spelarna betalar för att få tillgång till mer innehåll. Enligt Microsoft själva ska man dock inte blanda ihop detta med så kallade mikrotransaktioner som har blivit populärt i många spel då de säljer "premium" innehållspaket.
Sedan 1 juli 2014 har spelet lagts ner och är inte längre tillgängligt.